# Tantã
O tantã é um instrumento de percussão associado às práticas afro-brasileiras, incluindo diferentes expressões de religiosidade e música, que consiste de um tipo de tambor de formato cilíndrico ou levemente afunilado, com o fuste em madeira ou alumínio. Possui uma pele animal ou de poliéster (sintética) em apenas uma das suas extremidades. Seu diâmetro pode variar, os de 10″ são chamados chamado de rebolo, tantã de corte ou tantanzinho, os mais usados são de 12" chamados apenas de tantã e o de 14″, que possui um som mais grave como o do surdo, é chamado de tantãzão ou tantã de marcação.
Este instrumento é de marcação, e é tocado com as mãos para tocar samba e outros ritmos característicos da mesma origem, tendo sido introduzido no pagode por Sereno, sambista do Rio de Janeiro, integrante e um dos fundadores do grupo de pagode Fundo de Quintal. O tantã foi introduzido no samba para substituir o surdo de marcação que abafava o som dos outros instrumentos nas rodas de samba do Cacique de Ramos, no fim da década de 1970. Ele foi inspirado na bateria do rock com intuito de emitir um som parecido com o surdo mas menos intenso.